# Richard Cordray
 (juin 2022).
Le contenu est difficilement compréhensible vu les erreurs de traduction, qui sont peut-être dues à l'utilisation d'un logiciel de traduction automatique.
Richard Cordray, né le 3 mai 1959 à Columbus (Ohio), est un avocat et homme politique américain membre du Parti démocrate, actuellement directeur du Bureau américain de protection des consommateurs. Avant sa nomination en janvier 2012, Cordray a occupé divers mandats électifs.
Cordray a été élu à la Chambre des représentants de l'Ohio en 1990. Après un redécoupage électoral, Cordray a décidé de faire campagne pour intégrer la Chambre des représentants des États-Unis en 1992, mais a été battu. L'année suivante, il a été nommé par le procureur général de l'Ohio comme le premier solliciteur général de l'Ohio. Son expérience en tant que solliciteur a mené à défendre six affaires devant la Cour suprême des États-Unis, où il avait déjà été stagiaire. Après les victoires républicaines aux élections de l'État de l'Ohio en 1994, Cordray a quitté son poste et pour entrer dans la pratique privée du droit. Alors que dans la pratique privée, il a en vain concouru pour le poste de procureur général de l'Ohio en 1998 et pour un mandat au Sénat des États-Unis en 2000. Il a été élu trésorier du comté de Franklin (Ohio) en 2002 et réélu en 2004 avant d'être élu trésorier de l'Ohio en 2006.
Cordray a été élu procureur général de l'Ohio en novembre 2008. En 2010, Cordray a perdu la course pour la réélection face à l'ancien sénateur Mike DeWine. Le 17 juillet 2011, le président Barack Obama a annoncé qu'il nommerait Cordray pour diriger le Bureau de protection financière des consommateurs. Le 4 janvier 2012, la Maison-Blanche a annoncé qu'elle ferait une nomination de récréation de Corday a ce poste. Le 16 juillet 2013, le Sénat a confirmé Cordray pour un mandat de cinq ans en tant que directeur lors d'un vote par 66 votes pour et 34 votes contre.

## Enfance, éducation et début dans sa carrière d'avocat
Cordray a été élevé à Grove City, Ohio, où il a fréquenté les écoles publiques. En assistant à Grove City High School, Cordray est devenu un champion sur le quiz du secondaire dans la catégorie <<Le savoir>> et a travaillé au salaire minimum chez McDonald's. Il est diplômé de l'école secondaire en 1977 en tant que co-major de sa classe. Son premier emploi dans la politique était en tant que stagiaire pour le sénateur américain John Glenn comme un junior au James Madison College (en) de l'Université d'État du Michigan. Cordray a obtenu les honneurs Phi Beta Kappa et est diplômé summa cum laude avec un baccalauréat universitaire (licence) en Droit & théorie politique en 1981. En tant que Marshall Scholar, il a obtenu une maîtrise avec mention très bien en économie de l'Université d'Oxford et a obtenu un bleu Varsity en basket-ball en 1983. À l'Université de Chicago Law School, où il a obtenu son doctorat en droit avec mention en 1986, il a servi en tant que rédacteur en chef de la revue de droit de l'université de Chicago. Après avoir commencé son travail de clerc à la Cour suprême des États-Unis, il est revenu à son lycée pour livrer le discours d'ouverture de la classe de finissants en 1988.
Cordray a commencé sa carrière pour le juge Robert Bork et les juges associés de la cour suprême Byron Blanc et Anthony Kennedy . Après son poste d'assistant pour White en 1987-1988 , il a été embauché par le cabinet d'avocats international Jones Day pour travailler dans leur bureaux de Cleveland.

## Carrière politique
Cordray enseigne divers cours à l'université Moritz au et à l'université de Georgetown avant de se présenter à la Chambre des représentants locale.

### Chambre des représentants de l'Ohio
En 1990, Cordray a fait la course pour un siège à la Chambre des représentants, de l'Ohio dans le district de 33e (sud et l'ouest du comté de Franklin). Sans opposition à l'investiture démocrate, il bat son adversaire républicain par 18 573 votes contre 11 944, soit un rapport de 61 % face à 39 %.
En tant que représentant de l'État de 1991 à 1992, Cordray a légiféré contre la criminalité, au nom de l'environnement, et pour la protection des enfants et des familles.

### 1992: élection au Congrès
En 1991, le Congrès des États-Unis est contrôlé par une majorité républicaine. Cordray choisit de ne pas concourir pour la réélection locale. Au lieu de cela, il a décidé de se présenter dans le 15e district congressionnel en 1992. Le siège est vacant, à la suite du départ du républicain Chalmers Wylie. Cordray par le républicain Deborah D. Pryce et intègre la Chambre fédérale en 1993.